# Thomas Bickel
Thomas Bickel (ur. 6 października 1963 w Aarbergu) – szwajcarski piłkarz grający na pozycji środkowego pomocnika.

## Kariera klubowa
Pierwszym klubem Bickela w piłkarskiej karierze był FC Biel-Bienne. W 1984 roku zadebiutował w jego barwach w drugiej lidze szwajcarskiej i grał w nim przez jeden sezon. W 1985 roku odszedł do silniejszego FC Zürich, grającego w pierwszej lidze. Od czasu transferu był podstawowym zawodnikiem klubu, spędził w nim trzy sezony i grał tam do czasu spadku klubu do drugiej ligi w 1988 roku. Największym sukcesem Thomasa za czasów gry w FC Zürich było zajęcie 4. miejsca w sezonie 1985/1986. W zespole Zurychu wystąpił w 92 meczach i strzelił 19 bramek.
Latem 1988 Bickel przeszedł do innego klubu z Zurychu, Grasshopper Club. W swoim pierwszym sezonie spędzonym w tym klubie zdobył Puchar Szwajcarii, dzięki zwycięstwu w finale 2:1 nad FC Aarau. Rok później, w 1990 roku, Thomas wywalczył z Grasshoppers dublet - mistrzostwo oraz krajowy puchar. W sezonie 1990/1991 obronił tytuł mistrzowski. W 1994 roku po raz trzeci zdobył szwajcarski puchar, a w sezonie 1994/1995 przycyznił się do wywalczenia mistrzostwa kraju przez Grasshoppers. Jednak w trakcie sezonu odszedł z zespołu, dla którego rozegrał łącznie 178 spotkań i zdobył 24 gole.
Na początku 1995 roku Bickel wyjechał do Japonii i podpisał kontrakt z klubem tamtejszej Japan Football League, Visselem Kobe. W 1996 roku zajął 2. miejsce w lidze i awansował wraz z Visselem do J-League, czyli pierwszej ligi japońskiej. Wtedy też grał w klubie między innymi z Duńczykiem Michaelem Laudrupem. W 1997 roku zajął z Visselem przedostatnie miejsce w lidze, a pod koniec roku zakończył karierę.
| Sezon   | Klub             | Kraj       | Rozgrywki             | Mecze | Bramki |
| ------- | ---------------- | ---------- | --------------------- | ----- | ------ |
| 1984/85 | FC Biel-Bienne   | Szwajcaria | Nationalliga B        | 29    | 6      |
| 1985/86 | FC Zürich        | Szwajcaria | Nationalliga A        | 30    | 3      |
| 1986/87 | FC Zürich        | Szwajcaria | Nationalliga A        | 29    | 8      |
| 1987/88 | FC Zürich        | Szwajcaria | Nationalliga A        | 33    | 8      |
| 1988/89 | Grasshopper Club | Szwajcaria | Nationalliga A        | 24    | 2      |
| 1989/90 | Grasshopper Club | Szwajcaria | Nationalliga A        | 30    | 2      |
| 1990/91 | Grasshopper Club | Szwajcaria | Nationalliga A        | 33    | 1      |
| 1991/92 | Grasshopper Club | Szwajcaria | Nationalliga A        | 31    | 7      |
| 1992/93 | Grasshopper Club | Szwajcaria | Nationalliga A        | 32    | 3      |
| 1993/94 | Grasshopper Club | Szwajcaria | Nationalliga A        | 29    | 7      |
| 1994/95 | Grasshopper Club | Szwajcaria | Nationalliga A        | 19    | 2      |
| 1995    | Vissel Kobe      | Japonia    | Japan Football League | 25    | 6      |
| 1996    | Vissel Kobe      | Japonia    | Japan Football League | 30    | 12     |
| 1997    | Vissel Kobe      | Japonia    | J-League              | 20    | 3      |

## Kariera reprezentacyjna
W reprezentacji Szwajcarii Bickel zadebiutował 19 sierpnia 1986 roku w wygranym 2:0 towarzyskim meczu z Francją. W 1994 roku został powołany przez selekcjonera Roya Hodgsona do kadry na Mistrzostwa Świata w Stanach Zjednoczonych. Tam zaliczył trzy mecze, w tym jeden jako rezerwowy: z USA (1:1), z Rumunią (4:1) oraz w 1/8 finału z Hiszpanią. Ostatni mecz w kadrze narodowej rozegrał w październiku 1995 przeciwko Węgrom (3:0). Łącznie rozegrał w niej 52 spotkania i strzelił w nich 5 goli.